# ナイトワーク
ナイトワークとは性風俗、水商売など総称である。ナイトビジネス、ほかにも「ナイトジョブ」「夜の仕事」と呼ばれることがある。

## 概要
一般的にナイトワークと呼ばれる職業はデリバリーヘルス、キャバクラ、ネットキャバクラ等。ホテルヘルスなどのヘルス業、オナニークラブやコスプレクラブ、出張マッサージ（風俗）といった、性風俗の中でも比較的簡単な業務内容のソフトサービス、さらには耳かき専門店、キャバクラ、スナック、ナイトクラブなども含まれる。
最近は昼間に営業している性風俗店も増えているが、基本的に経営時間や出勤時間が夜であるため現在も使われ続けている言葉である。また、仕事終わりの風俗店のボーイ等を対象とした早朝、昼経営のキャバクラやスナックは朝キャバ・昼キャバと呼ばれている。
一番利用される場面は風俗店の求人案内であり、基本的に女性を対象とした求人募集で使われる言葉である。男娼やウリ専などのゲイ向け求人の募集で使用されることは少ない。

## 代表的な職業
ナイトワークと称される主な職業は以下のとおりである。
- ホテルヘルス、デリバリーヘルスを含むヘルス業
- オナニークラブ
- コスプレクラブ
- 出張マッサージ
- ソープ
- ガールズバー
- キャバクラ
- クラブ
- スナック

いずれも正社員ではなくアルバイト雇用が一般的である。ちなみに違法な職業はナイトワークではなく裏風俗と呼ばれる為、該当しない。

## ナイトワークの歴史
風営法、世間の移り変わりと共に様々な職業が生まれ衰退していった業界であり、現在はソフトサービスと呼ばれる業種が利用、雇用共に人気である。
現在は衰退した過去のナイトワークの例をいくつか挙げると、マンショントルコ、ラッキーホール、ピーピングルーム等がある。